# West Betuwe

Kommun West Betuwe

West Betuwe är en kommun i provinsen Gelderland. Kommunens totala area är 229,12 km² (där 13,0 km² är vatten) och invånarantalet är på 50 723 invånare (2018).
Kommunen skapades den 1 januari 2019 av kommunerna Geldermalsen, Lingewaal och Neerijnen.